# Giải vô địch bóng đá thế giới 2018 (Bảng F)
Bảng F của giải vô địch bóng đá thế giới 2018 sẽ diễn ra từ ngày 17 đến ngày 27 tháng 6 năm 2018. Hai đội tuyển hàng đầu sẽ giành quyền vào vòng 16 đội.

## Các đội tuyển
| Vị trí bốc thăm | Đội tuyển | Liên đoàn | Tư cách vòng loại                     | Ngày vượt qua vòng loại | Tham dự chung kết | Tham dự cuối cùng | Thành tích tốt nhất lần trước    | Bảng xếp hạng FIFA | Bảng xếp hạng FIFA |
| Vị trí bốc thăm | Đội tuyển | Liên đoàn | Tư cách vòng loại                     | Ngày vượt qua vòng loại | Tham dự chung kết | Tham dự cuối cùng | Thành tích tốt nhất lần trước    | Tháng 10 năm 2017  | Tháng 6 năm 2018   |
| --------------- | --------- | --------- | ------------------------------------- | ----------------------- | ----------------- | ----------------- | -------------------------------- | ------------------ | ------------------ |
| F1              | Đức       | UEFA      | Nhất bảng C khu vực châu Âu           | 5 tháng 10 năm 2017     | 2014              | 19 lần            | Vô địch (1954, 1974, 1990, 2014) | 1                  | 1                  |
| F2              | México    | CONCACAF  | Top 3 khu vực Bắc, Trung Mỹ và Caribe | 1 tháng 9 năm 2017      | 2014              | 16 lần            | Tứ kết (1970, 1986)              | 16                 | 15                 |
| F3              | Thụy Điển | UEFA      | Thắng vòng 2 khu vực châu Âu          | 13 tháng 11 năm 2017    | 2006              | 12 lần            | Á quân (1958)                    | 25                 | 24                 |
| F4              | Hàn Quốc  | AFC       | Nhì bảng A khu vực châu Á             | 5 tháng 9 năm 2017      | 2014              | 10 lần            | Hạng tư (2002)                   | 62                 | 57                 |

Ghi chú
1. ↑  The rankings of October 2017 were used for seeding for the final draw.

## Bảng xếp hạng
| VT | Đội       | ST | T | H | B | BT | BB | HS | Đ | Giành quyền tham dự                 |
| -- | --------- | -- | - | - | - | -- | -- | -- | - | ----------------------------------- |
| 1  | Thụy Điển | 3  | 2 | 0 | 1 | 5  | 2  | +3 | 6 | Giành quyền vòng đấu loại trực tiếp |
| 2  | México    | 3  | 2 | 0 | 1 | 3  | 4  | −1 | 6 | Giành quyền vòng đấu loại trực tiếp |
| 3  | Hàn Quốc  | 3  | 1 | 0 | 2 | 3  | 3  | 0  | 3 |                                     |
| 4  | Đức       | 3  | 1 | 0 | 2 | 2  | 4  | −2 | 3 |                                     |

Trong vòng 16 đội:
- Thụy Điển (nhất bảng F) được giành quyền vào thi đấu với Thụy Sĩ (nhì bảng E).
- México (nhì bảng F) được giành quyền vào thi đấu với Brasil (nhất bảng E).

## Các trận đấu
Tất cả các thời gian được liệt kê là giờ địa phương.

### Đức vs México
Hai đội đã gặp nhau 11 lần, trong đó có 3 trận tại World Cup, Đức thắng tất cả các trận: 6–0 vào năm 1978, 2–1 vào năm 1998 và trận tứ kết năm 1986, Đức thắng 4-1 trên loạt sút luân lưu. Lần gần nhất hai đội gặp nhau là tại bán kết của Cúp Liên đoàn Các châu lục 2017, Đức đã thắng 4-1.
Trong những phút đầu, hai đội thi đấu với tốc độ khá nhanh, làm cho trận đấu cực kỳ hấp dẫn. Tuy nhiên, tuyển Mexico mới là những người vươn lên dẫn trước, khi Hirving Lozano có cú dứt điểm vào góc hẹp. Bất ngờ bị dẫn trước, tuyển Đức vùng lên tấn công. Phút 39, Toni Kroos có cú sút phạt hiểm hóc, buộc thủ môn Guillermo Ochoa phải cản phá xuất sắc. Tuyển Đức cố gắng gia tăng sức ép trong hiệp 2, nhưng các cầu thủ Mexico đã phòng thủ kiên cường, buộc nhà đương kim vô địch thế giới phải nhận thất bại bất ngờ trong ngày ra quân.
| Đức | 0 - 1    | México       |
| --- | -------- | ------------ |
|     | Chi tiết | - Lozano 35' |

| Đức | México |

| GK               | 1  | Manuel Neuer (c)    |     |     |
| RB               | 18 | Joshua Kimmich      |     |     |
| CB               | 17 | Jérôme Boateng      |     |     |
| CB               | 5  | Mats Hummels        | 84' |     |
| LB               | 2  | Marvin Plattenhardt |     | 79' |
| CM               | 8  | Toni Kroos          |     |     |
| CM               | 6  | Sami Khedira        |     | 60' |
| RW               | 13 | Thomas Müller       | 83' |     |
| AM               | 10 | Mesut Özil          |     |     |
| LW               | 7  | Julian Draxler      |     |     |
| CF               | 9  | Timo Werner         |     | 86' |
| Vào thay người:  |    |                     |     |     |
| FW               | 11 | Marco Reus          |     | 60' |
| FW               | 23 | Mario Gómez         |     | 79' |
| MF               | 20 | Julian Brandt       |     | 86' |
| Huấn luyện viên: |    |                     |     |     |
| Joachim Löw      |    |                     |     |     |

| GK                 | 13 | Guillermo Ochoa     |     |     |
| RB                 | 3  | Carlos Salcedo      |     |     |
| CB                 | 2  | Hugo Ayala          |     |     |
| CB                 | 15 | Héctor Moreno       | 40' |     |
| LB                 | 23 | Jesús Gallardo      |     |     |
| CM                 | 16 | Héctor Herrera      | 90' |     |
| CM                 | 18 | Andrés Guardado (c) |     | 74' |
| RW                 | 7  | Miguel Layún        |     |     |
| AM                 | 11 | Carlos Vela         |     | 58' |
| LW                 | 22 | Hirving Lozano      |     | 66' |
| CF                 | 14 | Javier Hernández    |     |     |
| Vào thay người:    |    |                     |     |     |
| DF                 | 21 | Edson Álvarez       |     | 58' |
| FW                 | 9  | Raúl Jiménez        |     | 66' |
| DF                 | 4  | Rafael Márquez      |     | 74' |
| Huấn luyện viên:   |    |                     |     |     |
| Juan Carlos Osorio |    |                     |     |     |

| Cầu thủ xuất sắc nhất trận: Hirving Lozano (México) Trợ lý trọng tài: Reza Sokhandan (Iran) Mohammadreza Mansouri (Iran) Trọng tài thứ tư: Mohammed Abdulla Hassan Mohamed (UAE) Trọng tài thứ năm: Mohamed Al Hammadi (UAE) Trợ lý trọng tài video: Massimiliano Irrati (Ý) Trợ lý trọng tài trợ lý video: Wilton Sampaio (Brasil) Carlos Astroza (Chile) Mark Geiger (Hoa Kỳ) |

### Thụy Điển vs Hàn Quốc
Hai đội đã gặp nhau 4 lần, gần đây nhất trong năm 2005, một trận hòa 0 - 0 trong một trận đấu giao hữu.
Hai đội thi đấu khá an toàn trong những phút đầu. Tuyển Hàn Quốc có phần chủ động hơn trong tấn công. Tuy nhiên, cơ hội nguy hiểm đầu tiên của trận đấu lại đến cho các cầu thủ Thuỵ Điển, khi Marcus Berg có pha đối mặt thủ môn Jo Hyeon-woo, tuy nhiên cú sút của anh lại bị thủ môn cản phá. Phút 27, Park Joo-ho bị chấn thương trong nỗ lực bật cao giữ bóng. 2 phút sau, Berg tiếp tục có pha dứt điểm, tuy nhiên hậu vệ Kim Young-gwon đã kịp thời che chắn. Cuối hiệp 1, Claesson có pha đánh đầu vọt xà ngang khung thành. Sang hiệp 2, Thuỵ Điển dâng lên tấn công tìm bàn thắng. Phút 56, Augustinsson có pha đánh đầu rất căng, nhưng thủ môn Jo Hyeon-woo đã cản phá xuất sắc. Đến phút 62, Claesson bị phạm lỗi trong vòng cấm. Trọng tài sau khi xem xét công nghệ VAR đã cho Thuỵ Điển hưởng quả penalty. Trên chấm phạt đền, đội trưởng Andreas Granqvist dễ dàng mở tỉ số cho đội nhà. Tuyển Hàn Quốc vùng lên tấn công trong những phút tiếp theo. Ở phút bù giờ đầu tiên của hiệp 2, Hwang Hee-chan có pha đánh đầu nguy hiểm, nhưng bóng đi chệch khung thành.
| Thụy Điển               | 1 - 0    | Hàn Quốc |
| ----------------------- | -------- | -------- |
| - Granqvist 65' (ph.đ.) | Chi tiết |          |

| Thụy Điển | Hàn Quốc |

| GK               | 1  | Robin Olsen           |     |     |
| RB               | 6  | Ludwig Augustinsson   |     |     |
| CB               | 4  | Andreas Granqvist (c) |     |     |
| CB               | 18 | Pontus Jansson        |     |     |
| LB               | 2  | Mikael Lustig         |     |     |
| RM               | 17 | Viktor Claesson       | 61' |     |
| CM               | 7  | Sebastian Larsson     |     | 81' |
| CM               | 8  | Albin Ekdal           |     | 71' |
| LM               | 10 | Emil Forsberg         |     |     |
| CF               | 9  | Marcus Berg           |     |     |
| CF               | 20 | Ola Toivonen          |     | 77' |
| Vào thay người:  |    |                       |     |     |
| MF               | 15 | Oscar Hiljemark       |     | 71' |
| FW               | 22 | Isaac Kiese Thelin    |     | 77' |
| MF               | 13 | Gustav Svensson       |     | 81' |
| Huấn luyện viên: |    |                       |     |     |
| Janne Andersson  |    |                       |     |     |

| GK               | 23 | Cho Hyun-woo      |     |     |
| RB               | 2  | Lee Yong          |     |     |
| CB               | 20 | Jang Hyun-soo     |     |     |
| CB               | 19 | Kim Young-gwon    |     |     |
| LB               | 6  | Park Joo-ho       |     | 28' |
| CM               | 17 | Lee Jae-sung      |     |     |
| CM               | 16 | Ki Sung-yueng (c) |     |     |
| CM               | 13 | Koo Ja-cheol      |     | 73' |
| RF               | 11 | Hwang Hee-chan    | 55' |     |
| CF               | 9  | Kim Shin-wook     | 13' | 66' |
| LF               | 7  | Son Heung-min     |     |     |
| Vào thay người:  |    |                   |     |     |
| DF               | 12 | Kim Min-woo       |     | 28' |
| MF               | 15 | Jung Woo-young    |     | 66' |
| MF               | 10 | Lee Seung-woo     |     | 73' |
| Huấn luyện viên: |    |                   |     |     |
| Shin Tae-yong    |    |                   |     |     |

| Cầu thủ xuất sắc nhất trận: Andreas Granqvist (Thụy Điển) Trợ lý trọng tài: Juan Zumba (El Salvador) Juan Carlos Mora (Costa Rica) Trọng tài thứ tư: Norbert Hauata (Tahiti) Trọng tài thứ năm: Bertrand Brial (Nouvelle-Calédonie) Trợ lý trọng tài video: Mauro Vigliano (Argentina) Trợ lý trọng tài trợ lý video: Abdulrahman Al-Jassim (Qatar) Taleb Al Maari (Qatar) Daniele Orsato (Ý) |

### Hàn Quốc vs México
Hai đội đã gặp nhau trong 12 trận đấu, bao gồm một trận tại vòng bảng World Cup 1998, México đã thắng 3 - 1.
Tuyển Mexico áp đảo trong hiệp 1. Phút 25, Jang Hyun-soo vô tình để tay chạm bóng trong tình huống che chắn cú dứt điểm của đội trưởng tuyển Mexico Andrés Guardado. Trên chấm 11m, Carlos Vela dễ dàng đánh lừa thủ môn, mở tỉ số cho Mexico. Phút 39, Son Heung-min có pha thoát xuống khá hay, tuy nhiên thủ thành Guillermo Ochoa đã chặn bóng kịp thời. Sang hiệp 2, hai đội chơi đôi công khá hấp dẫn. Phút 56, Ki Sung-yueng có pha dứt điểm chéo góc nhưng bị thủ môn Ochoa cản phá, trước khi tới lượt Guardado uy hiếp khung thành Hàn Quốc bằng cú sút chân trái, may mắn cho Hàn Quốc là thủ môn Jo Hyeon-woo đã cản phá xuất sắc. Tuy nhiên, khi Hàn Quốc đang mải dâng cao tấn công, Javier Hernández đã có pha thoát xuống, loại bỏ 2 hậu vệ Hàn Quốc trước khi dễ dàng hạ gục thủ môn Jo Hyeon-woo. Những nỗ lực của Hàn Quốc ở cuối trận cũng được đền đáp, khi Son Heung-min có pha cứa lòng chân trái tuyệt đẹp ở phút bù giờ thứ 3 của hiệp 2. Tuy vậy, bàn thắng này vẫn không giúp cho Hàn Quốc có điểm, và họ sẽ bị loại nếu như Thuỵ Điển thắng Đức ở trận đấu sau.
| Hàn Quốc              | 1 - 2    | México                             |
| --------------------- | -------- | ---------------------------------- |
| - Son Heung-min 90+3' | Chi tiết | - Vela 26' (ph.đ.) - Hernández 66' |

| Hàn Quốc | México |

| GK               | 23 | Cho Hyun-woo      |     |     |
| RB               | 2  | Lee Yong          | 63' |     |
| CB               | 20 | Jang Hyun-soo     |     |     |
| CB               | 19 | Kim Young-gwon    | 58' |     |
| LB               | 12 | Kim Min-woo       |     | 84' |
| RM               | 18 | Moon Seon-min     |     | 77' |
| CM               | 8  | Ju Se-jong        |     | 64' |
| CM               | 16 | Ki Sung-yueng (c) |     |     |
| LM               | 11 | Hwang Hee-chan    |     |     |
| CF               | 17 | Lee Jae-sung      |     |     |
| CF               | 7  | Son Heung-min     |     |     |
| Vào thay người:  |    |                   |     |     |
| MF               | 10 | Lee Seung-woo     | 72' | 64' |
| MF               | 15 | Jung Woo-young    | 80' | 77' |
| DF               | 14 | Hong Chul         |     | 84' |
| Huấn luyện viên: |    |                   |     |     |
| Shin Tae-yong    |    |                   |     |     |

| GK                 | 13 | Guillermo Ochoa     |  |     |
| RB                 | 21 | Edson Álvarez       |  |     |
| CB                 | 3  | Carlos Salcedo      |  |     |
| CB                 | 15 | Héctor Moreno       |  |     |
| LB                 | 23 | Jesús Gallardo      |  |     |
| CM                 | 7  | Miguel Layún        |  |     |
| CM                 | 16 | Héctor Herrera      |  |     |
| CM                 | 18 | Andrés Guardado (c) |  | 68' |
| RF                 | 11 | Carlos Vela         |  | 77' |
| CF                 | 14 | Javier Hernández    |  |     |
| LF                 | 22 | Hirving Lozano      |  | 71' |
| Vào thay người:    |    |                     |  |     |
| DF                 | 4  | Rafael Márquez      |  | 68' |
| MF                 | 17 | Jesús Manuel Corona |  | 71' |
| MF                 | 10 | Giovani dos Santos  |  | 77' |
| Huấn luyện viên:   |    |                     |  |     |
| Juan Carlos Osorio |    |                     |  |     |

| Cầu thủ xuất sắc nhất trận: Javier Hernández (México) Trợ lý trọng tài: Milovan Ristić (Serbia) Dalibor Durđević (Serbia) Trọng tài thứ tư: John Pitti (Panama) Trọng tài thứ năm: Gabriel Victoria (Panama) Trợ lý trọng tài video: Daniele Orsato (Ý) Trợ lý trọng tài trợ lý video: Artur Soares Dias (Bồ Đào Nha) Carlos Astroza (Chile) Tiago Martins (Bồ Đào Nha) |

### Đức vs Thụy Điển
Hai đội đã gặp nhau trong 36 trận đấu trước đây, bao gồm bốn trận giải vô địch bóng đá thế giới, bao gồm một trận bán kết giải vô địch bóng đá thế giới 1958, Thụy Điển đã thắng 3 - 1.
Tuyển Đức ép sân trong khoảng thời gian đầu hiêp 1. Phút 25, Sebastian Rudy bị Toivonen đạp vào mặt, khiến anh phải rời sân. Tuyển Thuỵ Điển thi đấu chậm làm tuyển Đức gặp khó khăn trong tấn công. Phút 32, từ đường chuyền hỏng của Toni Kroos, Thuỵ Điển có pha phản công nhanh, và Toivonen đã có pha khống chế bóng kỹ thuật trước khi tâng bóng qua đầu thủ môn Manuel Neuer. Đầu hiệp 2, Đức dâng lên tấn công và có được bàn thắng, khi Marco Reus có pha băng vào từ đường căng ngang của Timo Werner. Sau bàn thắng, tuyển Đức tạo nên sức ép khủng khiếp lên phần sân đối phương. Phút 72, hậu vệ Victor Lindelöf suýt phản lưới nhà từ đường căng bóng của Werner. Phút 82, Jérôme Boateng nhận thẻ đỏ sau pha vào bóng thô thiển với Marcus Berg. Tuy nhiênn, ở phút bù giờ cuối cùng, Kroos đã có pha đá phạt tuyệt đẹp, làm tung lưới thủ môn Olsen. Với kết quả này, cục diện bảng F trở nên căng thẳng, khi cả 4 đội đều có khả năng lọt vào vòng 1/8.
| Đức                      | 2 - 1    | Thụy Điển      |
| ------------------------ | -------- | -------------- |
| - Reus 48' - Kroos 90+5' | Chi tiết | - Toivonen 32' |

| Đức | Thụy Điển |

| GK               | 1  | Manuel Neuer (c) |         |     |
| RB               | 18 | Joshua Kimmich   |         |     |
| CB               | 16 | Antonio Rüdiger  |         |     |
| CB               | 17 | Jérôme Boateng   | 71' 82' |     |
| LB               | 3  | Jonas Hector     |         | 87' |
| CM               | 19 | Sebastian Rudy   |         | 31' |
| CM               | 8  | Toni Kroos       |         |     |
| RW               | 13 | Thomas Müller    |         |     |
| AM               | 7  | Julian Draxler   |         | 46' |
| LW               | 11 | Marco Reus       |         |     |
| CF               | 9  | Timo Werner      |         |     |
| Vào thay người:  |    |                  |         |     |
| MF               | 21 | İlkay Gündoğan   |         | 31' |
| FW               | 23 | Mario Gómez      |         | 46' |
| MF               | 20 | Julian Brandt    |         | 87' |
| Huấn luyện viên: |    |                  |         |     |
| Joachim Löw      |    |                  |         |     |

| GK               | 1  | Robin Olsen           |       |     |
| RB               | 2  | Mikael Lustig         |       |     |
| CB               | 3  | Victor Lindelöf       |       |     |
| CB               | 4  | Andreas Granqvist (c) |       |     |
| LB               | 6  | Ludwig Augustinsson   |       |     |
| RM               | 17 | Viktor Claesson       |       | 74' |
| CM               | 7  | Sebastian Larsson     | 90+7' |     |
| CM               | 8  | Albin Ekdal           | 52'   |     |
| LM               | 10 | Emil Forsberg         |       |     |
| CF               | 9  | Marcus Berg           |       | 90' |
| CF               | 20 | Ola Toivonen          |       | 78' |
| Vào thay người:  |    |                       |       |     |
| MF               | 21 | Jimmy Durmaz          |       | 74' |
| FW               | 11 | John Guidetti         |       | 78' |
| FW               | 22 | Isaac Kiese Thelin    |       | 90' |
| Huấn luyện viên: |    |                       |       |     |
| Janne Andersson  |    |                       |       |     |

| Cầu thủ xuất sắc nhất trận: Marco Reus (Đức) Trợ lý trọng tài: Paweł Sokolnicki (Ba Lan) Tomasz Listkiewicz (Ba Lan) Trọng tài thứ tư: Ryuji Sato (Nhật Bản) Trọng tài thứ năm: Toru Sagara (Nhật Bản) Trợ lý trọng tài video: Clément Turpin (Pháp) Trợ lý trọng tài trợ lý video: Paweł Gil (Ba Lan) Cyril Gringore (Pháp) Paolo Valeri (Ý) |

### Hàn Quốc vs Đức
Hai đội đã gặp nhau 3 lần, bao gồm hai trận giải vô địch bóng đá thế giới, một trận tại bán kết World Cup 2002, Đức thắng 1 - 0 và một trận tại vòng bảng World Cup 1994, Đức thắng 3 - 2.
Trong 90 phút thi đấu chính thức, 2 đội không thể ghi được bàn thắng nào. Mải đến phút 90+2, từ pha phạt góc của Hàn Quốc, Kim Young-gwon đã tận dụng tình huống lộn xộn dứt điểm cận thành, mở tỉ số cho trận đấu. Buộc phải thắng để vào vòng 16 đội, Đức phải dâng cao đội hình lên tìm bàn gỡ, nhưng ở ngay phút cuối cùng, thủ môn Manuel Neuer đã để mất bóng, dẫn đến cơ hội phản công cho Hàn Quốc. Son Heung-min thành công dứt điểm vào lưới trống, ấn định tỉ số 2-0 cho Hàn Quốc. Kết quả này khiến Đức bị loại bất ngờ từ vòng bảng, do trong trận đấu cùng giờ, Thụy Điển đã có chiến thắng 3-0 trước Mexico.
| Hàn Quốc                                     | 2 - 0    | Đức |
| -------------------------------------------- | -------- | --- |
| - Kim Young-gwon 90+3' - Son Heung-min 90+6' | Chi tiết |     |

| Hàn Quốc | Đức |

| GK               | 23 | Cho Hyun-woo      |     |     |     |
| RB               | 2  | Lee Yong          |     |     |     |
| CB               | 5  | Yun Young-sun     |     |     |     |
| CB               | 19 | Kim Young-gwon    |     |     |     |
| LB               | 14 | Hong Chul         |     |     |     |
| RM               | 17 | Lee Jae-sung      | 23' |     |     |
| CM               | 15 | Jung Woo-young    | 9'  |     |     |
| CM               | 20 | Jang Hyun-soo     |     |     |     |
| LM               | 18 | Moon Seon-min     | 48' | 69' |     |
| CF               | 13 | Koo Ja-cheol      |     | 56' |     |
| CF               | 7  | Son Heung-min (c) | 65' |     |     |
| Vào thay người:  |    |                   |     |     |     |
| FW               | 11 | Hwang Hee-chan    |     | 56' | 79' |
| MF               | 8  | Ju Se-jong        |     | 69' |     |
| DF               | 22 | Go Yo-han         |     | 79' |     |
| Huấn luyện viên: |    |                   |     |     |     |
| Shin Tae-yong    |    |                   |     |     |     |

| GK               | 1  | Manuel Neuer (c) |  |     |
| RB               | 18 | Joshua Kimmich   |  |     |
| CB               | 5  | Mats Hummels     |  |     |
| CB               | 15 | Niklas Süle      |  |     |
| LB               | 3  | Jonas Hector     |  | 78' |
| CM               | 6  | Sami Khedira     |  | 56' |
| CM               | 8  | Toni Kroos       |  |     |
| RW               | 14 | Leon Goretzka    |  | 63' |
| AM               | 10 | Mesut Özil       |  |     |
| LW               | 11 | Marco Reus       |  |     |
| CF               | 9  | Timo Werner      |  |     |
| Vào thay người:  |    |                  |  |     |
| FW               | 23 | Mario Gómez      |  | 58' |
| FW               | 13 | Thomas Müller    |  | 63' |
| MF               | 20 | Julian Brandt    |  | 78' |
| Huấn luyện viên: |    |                  |  |     |
| Joachim Löw      |    |                  |  |     |

| Cầu thủ xuất sắc nhất trận: Cho Hyun-woo (Hàn Quốc) Trợ lý trọng tài: Joe Fletcher (Canada) Frank Anderson (Hoa Kỳ) Trọng tài thứ tư: Julio Bascuñán (Chile) Trọng tài thứ năm: Christian Schiemann (Chile) Trợ lý trọng tài video: Danny Makkelie (Hà Lan) Trợ lý trọng tài trợ lý video: Tiago Martins (Bồ Đào Nha) Corey Rockwell (Hoa Kỳ) Artur Soares Dias (Bồ Đào Nha) |

### México vs Thụy Điển
Hai đội đã gặp nhau trong 9 trận đấu trước đây, bao gồm một trận đấu vòng bảng World Cup 1958, Thụy Điển đã thắng 3 - 0.
Sau khi bỏ lỡ nhiều cơ hội trong hiệp 1, ngay sau giờ giải lao, Thụy Điển đã vượt lên dẫn trước nhờ cú dứt điểm cận thành của Augustinsson. Tận dụng sai lầm của hàng thủ Mexico, Thụy Điển đã có thêm hai bàn thắng nữa ở phút 62 nhờ công của Granqvist trên chấm phạt đền, trước khi hậu vệ Álvarez bên phía Mexico phản lưới nhà, ấn định tỉ số 3-0. Với kết quả này, Thụy Điển xếp đầu bảng và vào vòng 16 đội cùng Mexico.
| México | 0 - 3    | Thụy Điển                                                       |
| ------ | -------- | --------------------------------------------------------------- |
|        | Chi tiết | - Augustinsson 50' - Granqvist 62' (ph.đ.) - Álvarez 74' (l.n.) |

| México | Thụy Điển |

| GK                 | 13 | Guillermo Ochoa     |     |     |
| RB                 | 21 | Edson Álvarez       |     |     |
| CB                 | 3  | Carlos Salcedo      |     |     |
| CB                 | 15 | Héctor Moreno       | 61' |     |
| LB                 | 23 | Jesús Gallardo      | 1'  | 65' |
| CM                 | 18 | Andrés Guardado (c) |     |     |
| CM                 | 16 | Héctor Herrera      |     |     |
| RW                 | 7  | Miguel Layún        | 86' | 89' |
| AM                 | 11 | Carlos Vela         |     |     |
| LW                 | 22 | Hirving Lozano      |     |     |
| CF                 | 14 | Javier Hernández    |     |     |
| Vào thay người:    |    |                     |     |     |
| MF                 | 8  | Marco Fabián        |     | 65' |
| MF                 | 17 | Jesús Manuel Corona |     | 71' |
| FW                 | 19 | Oribe Peralta       |     | 89' |
| Huấn luyện viên:   |    |                     |     |     |
| Juan Carlos Osorio |    |                     |     |     |

| GK               | 1  | Robin Olsen           |     |     |
| RB               | 2  | Mikael Lustig         | 88' |     |
| CB               | 3  | Victor Lindelöf       |     |     |
| CB               | 4  | Andreas Granqvist (c) |     |     |
| LB               | 6  | Ludwig Augustinsson   |     |     |
| RM               | 17 | Viktor Claesson       |     |     |
| CM               | 7  | Sebastian Larsson     | 26' | 57' |
| CM               | 8  | Albin Ekdal           |     | 80' |
| LM               | 10 | Emil Forsberg         |     |     |
| CF               | 9  | Marcus Berg           |     | 68' |
| CF               | 20 | Ola Toivonen          |     |     |
| Vào thay người:  |    |                       |     |     |
| MF               | 13 | Gustav Svensson       |     | 57' |
| FW               | 22 | Isaac Kiese Thelin    |     | 68' |
| MF               | 15 | Oscar Hiljemark       |     | 80' |
| Huấn luyện viên: |    |                       |     |     |
| Janne Andersson  |    |                       |     |     |

| Cầu thủ xuất sắc nhất trận: Ludwig Augustinsson (Thụy Điển) Trợ lý trọng tài: Hernán Maidana (Argentina) Juan Pablo Bellati (Argentina) Trọng tài thứ tư: Andrés Cunha (Uruguay) Trọng tài thứ năm: Mauricio Espinosa (Uruguay) Trợ lý trọng tài video: Mauro Vigliano (Argentina) Trợ lý trọng tài trợ lý video: Gery Vargas (Bolivia) Carlos Astroza (Chile) Wilton Sampaio (Brasil) |

## Kỷ luật
Các điểm giải phong cách, được sử dụng là các tiêu chí nếu tổng thể và kỷ lục đối đầu đối của đội tuyển vẫn được tỷ số hòa, được tính dựa trên các thẻ vàng và thẻ đỏ nhận được trong tất cả các trận đấu của bảng như sau:
- thẻ vàng đầu tiên: trừ 1 điểm;
- thẻ đỏ gián tiếp (thẻ vàng thứ hai): trừ 3 điểm;
- thẻ đỏ trực tiếp: trừ 4 điểm;
- thẻ vàng và thẻ đỏ trực tiếp: trừ 5 điểm;

Chỉ có một trong các khoản khấu trừ ở trên sẽ được áp dụng cho một cầu thủ trong một trận đấu duy nhất.
| Đội tuyển | Trận 1   | Trận 1                                    | Trận 1 | Trận 1            | Trận 2   | Trận 2                                    | Trận 2 | Trận 2            | Trận 3   | Trận 3                                    | Trận 3 | Trận 3            | Điểm |
| Đội tuyển | Thẻ vàng | Thẻ vàng · Thẻ vàng-đỏ (thẻ đỏ gián tiếp) | Thẻ đỏ | Thẻ vàng · Thẻ đỏ | Thẻ vàng | Thẻ vàng · Thẻ vàng-đỏ (thẻ đỏ gián tiếp) | Thẻ đỏ | Thẻ vàng · Thẻ đỏ | Thẻ vàng | Thẻ vàng · Thẻ vàng-đỏ (thẻ đỏ gián tiếp) | Thẻ đỏ | Thẻ vàng · Thẻ đỏ | Điểm |
| --------- | -------- | ----------------------------------------- | ------ | ----------------- | -------- | ----------------------------------------- | ------ | ----------------- | -------- | ----------------------------------------- | ------ | ----------------- | ---- |
| Thụy Điển | 1        |                                           |        |                   | 2        |                                           |        |                   | 2        |                                           |        |                   | −5   |
| México    | 2        |                                           |        |                   |          |                                           |        |                   | 3        |                                           |        |                   | −5   |
| Đức       | 2        |                                           |        |                   |          | 1                                         |        |                   |          |                                           |        |                   | −5   |
| Hàn Quốc  | 2        |                                           |        |                   | 4        |                                           |        |                   | 4        |                                           |        |                   | −10  |